# Месје 29
Месје 29 (М29) је расејано звездано јато у сазвежђу Лабуд које се налази у Месјеовом каталогу објеката дубоког неба.
Деклинација објекта је + 38° 29' 36" а ректасцензија 20h 24m 6,0s. Привидна величина (магнитуда) објекта М29 износи 6,6. М29 је још познат и под ознакама NGC 6913, OCL 168.